# HACKER
HACKER è un programma informatico di intelligenza artificiale per la robotica progettato da Gerald Sussman negli anni settanta. Venne scritto in linguaggio LISP ed era in grado di comandare un braccio robotico simulato, nel cosiddetto mondo dei blocchi.

## Caratteristiche
All'interno della simulazione, erano inserite dei vincoli che simulavano delle leggi fisiche, come:
- il robot non può spostare più di 5 kg;
- i blocchi X, Y, Z pesano 2.5 kg;
- i blocchi W, V pesano 25 kg;
- il robot sa quanti e quali blocchi ci sono.

Il programma scriveva quindi autonomamente delle sub-routine in LISP che poi passava all'interprete. Una volta eseguite, ne valutava il risultato, ed eventualmente le modificava per ottenere il risultato voluto.